# ویلیام گوپالاوا
ویلیام گوپالاوا 
(به سینهالی: විලියම් ගොපල්ලව) (به تامیلی: வில்லியம் கோபள்ளவா) (زاده ۱۷ سپتامبر ۱۸۹۷ – درگذشته ۳۱ ژانویه ۱۹۸۱) اولین رئیس جمهور سری‌لانکا بود.